# Andy Preciado
Andy Federico Preciado Madrigal (Palestina, 12 ottobre 1997) è un multiplista ecuadoriano, specializzato nel decathlon.

## Biografia
Ai campionati sudamericani di Guayaquil 2021 ha vinto la medaglia d'oro nel decathlon, realizzando il primato nazionale, grazie al punteggio di 8 004.
Ha gareggiato, come ospite, ai Campionati centro americani di atletica leggera di Guayaquil 2021 organizzati dalla Confederación Atlética del Istmo Centroamericano (CADICA), di cui la Federazione ecuadoriana non è membro, ed ha vinto la gara con 7477 punti. Per regolamento, non gli è stata attributa la medaglia, che è andata al salvadoregno Esteban Ibañez.
Ha rappresentato l'Ecuador ai mondiali di Oregon 2022, disputati all'Hayward Field di Eugene, nel Decathlon, dove non è riuscito a concludere la gara per ritiro.
Ai Giochi sudamericani di Asunción 2022 è salito sul secondo gradino del podio alle spalle del brasiliano Felipe dos Santos.

## Palmarès
| Anno | Manifestazione              | Sede       | Evento         | Risultato | Prestazione | Note             |
| ---- | --------------------------- | ---------- | -------------- | --------- | ----------- | ---------------- |
| 2014 | Campionati sudamericani U18 | Cali       | Decathlon Boys | Oro       | 7007 p.     |                  |
| 2016 | Campionati sudamericani U23 | Lima       | Decathlon      | Oro       | 7162 p.     |                  |
| 2017 | Campionati sudamericani     | Asunción   | Decathlon      | dnf       | dnf         |                  |
| 2018 | Giochi sudamericani         | Cochabamba | Decathlon      | 6º        | 6796 p.     |                  |
| 2018 | Campionati sudamericani U23 | Cuenca     | Salto in alto  | Argento   | 2,05 m      |                  |
| 2019 | Campionati sudamericani     | Lima       | Decathlon      | dnf       | dnf         |                  |
| 2019 | Giochi panamericani         | Lima       | Decathlon      | dnf       | dnf         |                  |
| 2021 | Campionati sudamericani     | Guayaquil  | Decathlon      | Oro       | 8004 p.     | Record nazionale |
| 2021 | Campionati centro americani | San José   | Decathlon      | 1º        | 7477 p.     | [ 1 ]            |
| 2022 | Giochi bolivariani          | Valledupar | Decathlon      | Oro       | 7966 p.     |                  |
| 2022 | Mondiali                    | Oregon     | Decathlon      | dnf       | dnf         |                  |
| 2022 | Giochi sudamericani         | Asunción   | Decathlon      | Argento   | 7679 p.     |                  |
| 2023 | Campionati sudamericani     | San Paolo  | Decathlon      | 4º        | 7679 p.     |                  |
| 2023 | Giochi panamericani         | Santiago   | Decathlon      | dnf       | dnf         |                  |